# Dresdner SC
Dresdner SC is een sportclub uit Dresden en werd op 30 april 1898 opgericht en de voetbalafdeling van de club was in 1900 medeoprichter van de Duitse voetbalbond.
De volleybal afdeling voor vrouwen Dresdner SC speelt sinds het seizoen 1997/98 in de Bundesliga. Sindsdien heeft het team het Duitse kampioenschap vijf keer gewonnen (1999, 2007, 2014, 2015 en 2016), vijf maal de DVV Pokal (1999, 2002, 2010, 2016 en 2018) en eenmaal de CEV Challenge Cup (2010) op Europees niveau.

## Geschiedenis van de voetbalclub

### Ontstaan tot 1933
Op 11 december 1843 werd Dresdner Turnverein opgericht, een van de eerste sportclubs in Duitsland. In 1865 nam de vereniging de naam Allgemeiner Turnverein (ATV) aan. Enkele Britten richtten op 18 maart 1874 Dresden English Football Club op, de eerste club op het Europese vasteland die volgens dezelfde regels als de Britten speelden. In 1893 werd Neue Dresdner FC opgericht. Op 30 april 1898 werd Dresdner Sport-Club opgericht door leden van Dresden English FC dat inmiddels niet meer bestond en door leden van Neue Dresdner FC.
In 1900 was de club medeoprichter van de Dresdense voetbalbond. Er werd een competitie ingericht met drie clubs. BC Sportlust 1900 won alle vier de wedstrijden en Dresdner SC moest de tweede plaats delen met Dresdner FC 1893. Het volgende seizoen voegde FC Dresdensia 1898 zich bij de competitie en deze keer won Dresdner SC. In 1902 richtte de Midden-Duitse voetbalbond de Oost-Saksische competitie in, een voorronde van de Midden-Duitse eindronde. De club won met 6-0 tegen Mittweidaer BC. In de Midden-Duitse eindronde verloor de club van latere landskampioen VfB Leipzig. Een jaar later zou de club opnieuw tegen Leipzig de finale spelen, maar deze werd nooit gespeeld, deze stond gepland na de nationale eindronde waar Leipzig al aan deelgenomen had en uiteindelijk werd beslist om de Midden-Duitse finale niet te spelen. In 1904/05 versloeg de club Hallescher FC 1896 en mocht zo ook naar de eindronde om de landstitel waar de club won van Victoria Hamburg, maar in de halve finale gestopt werd door Berliner TuFC Union 1892. Dat jaar richtte de Dresdense voetbalbond nog een apart kampioenschap in na enkele jaren stilte. Zeven clubs streden voor de titel en Dresdner SC won alle wedstrijden.
In 1905/06 won de club elf van de twaalf wedstrijden en speelde één keer gelijk. In de eindronde plaatste de club zich voor de finale, nadat Chemnitzer BC forfait gaf, maar omdat DSC de finale tegen VfB Leipzig niet in het stadion van Wacker Leipzig wilde spelen gaven ze zelf forfait. Het volgende seizoen verloor de club in de eindronde van Magdeburger FC Viktoria 1896, een jaar later van Chemnitzer BC. In 1908/09 won de club wel van FC Apelles Plauen, maar kreeg dan een 7-2 veeg uit de pan van SC Erfurt 1895. In 1909/10 werd de hegemonie van de club in Oost-Saksen verbroken door BC Sportlust, zelfs FC Guts Muts en Dresdensia eindigden voor de club. Het jaar erop zette de club de situatie recht met een nieuwe titel, maar verloor dan in de eindronde wel van Hallescher FC Wacker. In 1911/12 eindigde de club samen met Sportlust eerste, maar won wel de finale om de titel. De volgende twee jaar werd Dresdner Fußballring kampioen en moest DSC zich tevreden stellen met een vierde plaats. In 1916 werd opnieuw de titel behaald, maar hierna moest de club de rol aan de top enkele jaren lossen.
De club had een heropleving tussen 1925 en 1930 toen de club slechts 2 van de 90 wedstrijden die gespeeld werden verloor. In 1926 werd de club na een overwinning tegen Fortuna Leipzig kampioen van Midden-Duitsland en plaatste zich zo voor de eindronde. In de eerste ronde verloor de club van Breslauer SC 08. Het volgende seizoen werd de club in de halve finale van het Midden-Duitse kampioenschap uitgeschakeld door Chemnitzer BC. Ook in 1928 werd de club kampioen in Ostsachsen en bereikte de finale van Midden-Duitsland. In de halve finale werd SC Apolda zelfs met de grond gelijk gemaakt (16-1). In de finale verloor de club dan van Wacker Halle, maar plaatste zich als vicekampioen wel voor de Duitse eindronde. Ook deze keer werd de club in de eerste ronde uitgeschakeld, deze keer door Wacker München.
Het volgende seizoen versloeg de club Chemnitzer BC in de finale en werd opnieuw kampioen van Midden-Duitsland. Opnieuw botste de club in de eerste ronde op een club uit München, deze keer versloeg Bayern de club. In 1929/30 versloeg Dresdner VfB Leipzig met 2-1 en werd opnieuw kampioen. In de Duitse eindronde had de club eindelijk succes met een 8-1 zege tegen VfB Königsberg en een nipte 5-4 tegen toenmalige topclub SpVgg Fürth. In de halve finale moest de club het onderspit delven tegen Holstein Kiel.
In 1930/31 versloeg de club Budissa Bautzen met 1-11 in de eerste ronde en Preußen Langensalza met 6-0 in de finale. VfB Königsberg werd in de eindronde opnieuw met 8-1 van het veld gespeeld en ook deze keer was Holstein Kiel de boosdoener, al was het een ronde eerder dan het jaar voordien.
Ook het volgende seizoen leek de club op weg naar een nieuwe titel met hoge scores in de voorronde, maar in de finale verloor de club nipt van PSV Chemnitz. Dat jaar ging niet de vicekampioen naar de eindronde, maar de bekerwinnaar en het seizoen was voorbij voor Dresdner. In 1932/33 won de club nog in de halve finale van Fortuna Magdeburg en nam dan weerwraak op PSV Chemnitz en werd opnieuw kampioen van Midden-Duitsland. In de nationale eindronde verloor de club in de eerste ronde van Arminia Hannover.

### Gauliga
In 1933 kwam de NSDAP aan de macht en werd de competitie grondig geherstructureerd. De overkoepelende regionale voetbalbonden werden opgeheven en de meer dan 25 hoogste klassen van de Midden-Duitse bond werden ontbonden. De Gauliga werd ingevoerd als nieuwe hoogste klasse met zestien afdelingen en Dresdner speelde in de Gauliga Sachsen. Dresdner eindigde samen met VfB Leipzig bovenaan in het eerste seizoen, maar had een beter doelsaldo. De eindronde was veranderd en de zestien kampioenen werden in vier groepen van vier clubs onderverdeeld. Dresdner kwam in een groep met 1. FC Nürnberg, Wacker Halle en Borussia Fulda. De club eindigde eerste samen met Nürnberg. Regel dat jaar was niet de club met een beter doelsaldo, maar met een beter doelquotiënt. Hoewel Dresden een doelsaldo had van +9 en Nürnberg +6 was het quotiënt van Nürnberg beter dan dat van Dresden waardoor ze doorstootten naar de halve finale. De volgende jaren werden de titels verdeeld onder PSV Chemnitz en BC Hartha. In 1938/39 werd de club opnieuw kampioen. In de eindronde zat de club in groep 2B, met slechts twee clubs. Dresdner werd groepswinnaar en speelde tegen Fortuna Düsseldorf, de winnaar van 2A voor een ticket naar de halve finale. Dresdner won overtuigend en ging door naar de halve finale, waarin de club gelijk speelde tegen FC Schalke 04, de topclub uit de jaren dertig. In de replay verloor de club.
Ook in 1939/40 plaatste de club zich voor de eindronde en werd groepswinnaar. In de halve finale won de club van Rapid Wien (Oostenrijk was inmiddels aan Duitsland gehecht). In de finale was Schalke opnieuw de tegenstander en ook deze keer trok de club uit Gelsenkirchen aan het langste eind. Troostprijs dat jaar was wel de Tschammerpokal, een voorloper van de DFB-Pokal, die de club won in de finale tegen Nürnberg.
Het volgende seizoen werd de club met 11 punten voorsprong op Planitzer SC kampioen in de Gauliga. In de eindronde zat de club opnieuw in een groep van drie en speelde de finale tegen Vorwärts RaSpo Gleiwitz. In de halve finale verloor de club van latere landskampioen Rapid Wien. In de Tschammerpokal versloeg de club onder andere Hannover 96 met 9-2 en Admira Wien met 4-2 en verlengde in de finale de titel tegen Schalke.
Planitzer SC hield de club van de titel in 1941/42, maar het volgende seizoen zette DSC de puntjes op de i door alle wedstrijden te winnen en 136 keer te scoren in 18 wedstrijden. Door de Tweede Wereldoorlog werd de eindronde niet meer in groepsfase gespeeld, maar in bekervorm zoals voorheen. Na een zuinige zegen tegen SV Dessau 05 in de eerste ronde won de club met duidelijk cijfers tegen Eintracht Braunschweig en SV Neufahrwasser 1919. In de halve finale won de club met 3-1 van Holstein Kiel en zo bereikte de club de finale tegen FV Saarbrücken die met 3-0 gewonnen werd.
Dresdner verlengde de titel in de Gauliga en versloeg in de eindronde zowel Germania Königshütte als Borussia Fulda met 9-2. In de kwartfinale won de club nipt met 3-2 van het Oostenrijkse First Vienna en in de halve finale met 3-1 van Nürnberg. De club bereikte voor de tweede keer op rij de finale en won deze met 4-0 van Luftwaffen-SV Hamburg.
Het volgende seizoen werd niet afgemaakt door het einde van de oorlog.

### DDR-tijd
Na de oorlog kwam het communisme naar Oost-Duitsland, alle clubs werden gesloten en later heropgericht. De club werd als SG Dresden-Friedrichstadt heropgericht en speelde in 1950 nog de finale om de landstitel tegen het Sovjet-gesteunde Horch Zwickau. De club werd als te bourgeois bestempeld door de communistische overheid, Horch speelde een vuil spel en had ook nog eens de scheidsrechter op de hand die drie man van Friedrichstadt van het veld stuurde. Horch won met 5-1. De supporters van Friedrichstadt bestormden het veld en verwondden een Zwickau-speler. De club werd vervolgens ontmanteld en de spelers werden verkast naar BSG Tabak Dresden; een aantal spelers vluchtten naar het westen om voor Hertha BSC Berlin te spelen. Wat met Dresdner/Friedrichstadt gebeurde zou nog vaker voorkomen in Oost-Duitsland daar hooggeplaatste politici clubs voor hun eigen doeleinden gebruikten.
Een nieuwe club werd opgericht, BSG Rotation Dresden dat in 1954 werd omgedoopt tot SC Einheit Dresden. Deze club kon zich in de hoogste klasse handhaven van 1950 tot 1962. Einheit Dresden was een grote sportclub en in 1965/66 werd de voetbalafdeling onafhankelijk en zo ontstond Lokomotive Dresden. Het voetbal in de stad werd intussen gedomineerd door Dynamo Dresden en Lokomotive speelde op niveau van de 2de klasse, 21 seizoenen in totaal.

### Heroprichting
1 juli 1990 was voor de aanhangers van DSC de belangrijkste dag na de oprichting in 1898. Na de val van het communisme en de hereniging van Duitsland kon Dresdner SC weer in het leven geroepen worden. DSC startte in de Bezirksliga, de toenmalige 5de hoogste klasse. De club promoveerde naar de Landesliga Sachsen en werd daar kampioen zodat in 1992/93 al in de 3de klasse gespeeld werd. Midden jaren 90 speelden ze in de Duitse 3de klasse en misten ze op een haar na promotie, maar door herstructureringen (van vier 3de klassen naar 2) en een catastrofaal seizoen zakte de club 2 klassen. Bij de 100e verjaardag in 1998 konden ze weer promotie afdwingen naar de 3de klasse.
Daarna zakte de club weg tot de Landesliga Sachsen (vijfde klasse), maar door een faillissement in 2006/07 degradeerde de club naar de Bezirksliga en kon ook hier niet standhouden zodat de club in 2007/08 in de Bezirksklasse speelde. Door een nieuw faillissement verloor de club de zelfstandigheid en is opnieuw aangehecht bij de Dresdner Sportclub 1898. In 2024 kon de club terug promotie afdwingen naar de Sachsenliga, de zesde klasse. 

## Erelijst
- Landskampioen

1943, 1944
- Tschamerpokal

1940, 1941
- Kampioen Midden-Duitsland

1905, 1926, 1929, 1930, 1931, 1933
- Kampioen Oost-Saksen

1903, 1904, 1905, 1906, 1907, 1908, 1909, 1911, 1912, 1916, 1926, 1927, 1928, 1929, 1930, 1931, 1932, 1933
- Beker Midden-Duitsland

1928, 1933
- Kampioen Dresden

1902, 1905

## Overzichtslijst
| Niveau | Aantal | Periode (1990-2025)             |
| ------ | ------ | ------------------------------- |
| III    | 7      | 1992-1994, 1998-2003            |
| IV     | 6      | 1990-1992, 1995-1998, 2003-2004 |
| V      | 3      | 1994-1995, 2004-2006            |
| VI     | 3      | 2006-2007, 2024-                |
| VII    | 12     | 2007-2008, 2012-2018, 2019-2024 |
| VIII   | 5      | 2008-2012, 2018-2019            |